# Pálfi Ágnes
Pálfi Ágnes (Budapest, 1952. december 29. –) magyar költő, esszéíró, szerkesztő, pedagógus.

## Pályafutása
1976-ban diplomázott az ELTE magyar-orosz szakán. 1989-ben ugyanitt kisdoktori fokozatot szerzett. Disszertációjának első része 1997-ben jelent meg az Akadémiai Kiadónál.
1980-tól 1992-ig a Kultúra és Közösség korrektora, majd szerkesztője.
1997-től 2005-ig a PoLíSz folyóirat versrovatát szerkesztette.
1994-től 2000-ig a budai Toldy Ferenc Gimnáziumban tanított irodalmat.
2000-ben felvételt nyert a Magyar Írószövetségbe.
1998-tól 2009-ig a Miskolci Egyetemen verstant és világirodalmat, újkori dráma- és regényelemzést tanított. Ekkortól foglalkoztatja a négy újkori európai „hérosz” (Hamlet, Don Juan, Don Quijote, Faust) és a négy kanonikus evangélium kapcsolata. 2005-ben az ME-n szerzett PhD-fokozatot Arany János és József Attila mitopoéziséről szóló dolgozatával, mely 2012-ben az ELTE doktori programjának támogatásával jelent meg.
A 2010/2011-es tanévben mint vendégoktató orosz verselméleti és verstani szemináriumot vezetett PhD-hallgatóknak az ELTE-n.
2013 augusztusától a Nemzeti Színház Szcenárium folyóiratának szerkesztője.
Budapesten él, egy lánya és két unokája van: Ilona (1984), Zsombor (2010) és Barla (2013).
2022-ben szerepelt a Napkút kiadó Hetvenesek társasága című évkönyvében.

## Kötetei

### Vers
- Napéj; Kráter, Bp., 1991 (Fekete-piros füzetek)
- Angyalgyökér; Kráter Műhely Egyesület, Bp., 1994
- Ím hol az ember; fotó Széman Richárd; Kráter Műhely Egyesület, Pomáz, 1998
- Hétrét. Versek; Magyar Napló, Bp., 2003
- Mőbiusz. Válogatott és új versek, 1967–2012; Napkút, Bp., 2014
- Halálnak halálául. Versek és kisprózák; Napkút, Bp., 2021

### Tanulmány
- Puskin-elemzések. Vers és próza; Akadémiai, Bp., 1997
- "Kortyolgat az ég tavából". Arany János és József Attila mitopoézise; Cédrus Művészeti Alapítvány–Napkút, Bp., 2012

## Fordítások
- Tadeusz Kantor írásaiból.  In: Kultúra és Közösség, 1987/1. Valamint: Tadeusz Kantor Halálszínház c. kötetében,  Budapest–Szeged, 1994
- Jurij Lotman -- A. Uszpenszkij: Mítosz – Név – Kultúra. Kultúra és Közösség, 1988/1.
- J. Lotman: A kultúrák kölcsönhatásának elmélete. Kultúra és Közösség, 1989/1.
- P. Florenszkij: Szentségek és szertartások. Kultúra és Közösség, 1989/6.
- J. Lotman: Szöveg a szövegben.  In: Kultúra, szöveg, narráció (In Honorem Jurij Lotman). Pécs, 1994.

## Elismerései
- A Magyar Írószövetség Irat Alapítványának nívódíja (1990)
- Az FMK jubileumi verspályázatának 3. helyezése (1992)
- Harmadik díjat nyer Szép volt, fiúk! című poémájával a Magyar Írószövetség és a Maktár Egyesület Személyes közügyek pályázatán (2006 decembere)